# Challenge européen 2019-2020
Navigation
Édition précédente Édition suivante
Le Challenge européen de rugby à XV 2019-2020, appelé également European Rugby Challenge Cup ou ERCC2, oppose pour la saison 2019-2020 vingt équipes européennes de rugby à XV. La compétition est organisée en deux phases successives. Une première phase de poules se déroule en matchs aller-retour à la fin de laquelle sont qualifiées les cinq équipes ayant terminé en tête de leur groupe ainsi que les trois meilleures formations classées deuxièmes. La compétition se poursuit par une phase à élimination directe à partir des quarts de finale.
Cette édition est particulièrement relevée avec des clubs habitués à la Champions Cup comme Leicester, Toulon ou Castres.
La saison est marquée par une suspension de la compétition à partir de mi-mars après le début de la propagation de la pandémie de Covid-19 en Europe.La phase finale de la compétition est reportée du printemps à l'automne 2020. Programmée en septembre et octobre 2020, elle a lieu juste après la fin de la saison 2019-2020 de Premiership et du Pro14 mais après le début du Top 14 2020-2021 pour les clubs français.

## Présentation

### Équipes en compétition
| - Wasps - Bristol Bears - Worcester Warriors - Leicester Tigers - London Irish (RFU Championship) | - Castres olympique - Stade français Paris - RC Toulon - Union Bordeaux Bègles - Section paloise - SU Agen - Aviron bayonnais - CA Brive | - Scarlets - Cardiff Blues - Édimbourg Rugby - Dragons - Zebre | - Rugby Calvisano - Ienisseï-STM |

Leicester participe pour la première fois à cette compétition, n’ayant pas réussi à se qualifier pour la Champions Cup.

### Tirage au sort
Le tirage a lieu le 19 juin 2019 au Centre de Congrès Beaulieu à Lausanne. Les équipes sont placées dans quatre chapeaux selon leur résultat en phase finale et soumises à un tirage au sort.
Les quatre chapeaux pour le tirage des poules de la Challenge Cup 2019-2020 :
| Chapeau 1            | Chapeau 2          | Chapeau 3             | Chapeau 4        |
| -------------------- | ------------------ | --------------------- | ---------------- |
| Castres olympique    | Bristol Bears      | Union Bordeaux Bègles | SU Agen          |
| Wasps                | RC Toulon          | Dragons               | Aviron bayonnais |
| Scarlets             | Worcester Warriors | Section paloise       | CA Brive         |
| Stade français Paris | Édimbourg Rugby    | London Irish          | Rugby Calvisano  |
| Cardiff Blues        | Leicester Tigers   | Zebre                 | Ienisseï-STM     |

### Format
Les formations s'affrontent dans une première phase de groupes en matchs « aller/retour » (six matchs pour chacune des équipes soit douze rencontres par groupe). Quatre points sont accordés pour une victoire et deux pour un nul. De plus, un point de bonus est accordé par match aux équipes qui inscrivent au moins quatre essais et un point de bonus est octroyé au club perdant un match par sept points d'écart ou moins. Les vainqueurs de chaque poule ainsi que les 3 meilleurs deuxièmes participent aux quarts de finale. Les 4 meilleurs premiers de la compétition sont classés de 1 à 4 et reçoivent en quart de finale.

## Phase de poules

### Notations et règles de classement
Dans les tableaux de classement suivants, les couleurs signifient :
|  | Qualifié pour les quarts de finale.     |
|  | Qualifié en tant que meilleur deuxième. |

- Attribution des points :
  - Victoire sur tapis vert : 5 points
  - Victoire : 4 points
  - Match nul : 2 points
  - Forfait : -2 points
  - Bonus : 1 point (offensif : au moins quatre essais marqués et/ou défensif : défaite par sept points d'écart ou moins)
- Classement des équipes [2] :

1. Plus grand nombre de points de classement ;
2. Plus grand nombre de points de classement obtenus dans les matchs entre équipes concernées ;
3. Plus grand nombre de points terrain obtenus dans les matchs entre équipes concernées ;
4. Plus grand nombre d'essais marqués dans les matchs entre équipes concernées ;
5. Meilleure différence de points ;
6. Plus grand nombre total d'essais marqués ;
7. Plus faible nombre de joueurs suspendus/expulsés pour incident ;
8. Tirage au sort.

### Poule 1
| Rang | Équipe             | J | V | N | D | Em | Ee | Bo | Bd | Pm  | Pe  | Diff | Pts |
| ---- | ------------------ | - | - | - | - | -- | -- | -- | -- | --- | --- | ---- | --- |
| 1    | Castres olympique  | 6 | 5 | 0 | 1 | 22 | 11 | 3  | 0  | 159 | 103 | +56  | 23  |
| 2    | Dragons            | 6 | 4 | 0 | 2 | 24 | 15 | 3  | 1  | 194 | 126 | +68  | 20  |
| 3    | Worcester Warriors | 6 | 3 | 0 | 3 | 27 | 14 | 3  | 0  | 194 | 127 | +67  | 15  |
| 4    | Enisey-STM         | 6 | 0 | 0 | 6 | 11 | 40 | 0  | 0  | 73  | 269 | -196 | 0   |

### Poule 2
| Rang | Équipe           | J | V | N | D | Em | Ee | Bo | Bd | Pm  | Pe  | Diff | Pts |
| ---- | ---------------- | - | - | - | - | -- | -- | -- | -- | --- | --- | ---- | --- |
| 1    | RC Toulon        | 6 | 6 | 0 | 0 | 25 | 8  | 4  | 0  | 177 | 87  | +90  | 28  |
| 2    | Scarlets         | 6 | 4 | 0 | 2 | 17 | 10 | 2  | 1  | 149 | 90  | +59  | 19  |
| 3    | London Irish     | 6 | 1 | 0 | 5 | 16 | 23 | 1  | 2  | 122 | 174 | -52  | 7   |
| 4    | Aviron bayonnais | 6 | 1 | 0 | 5 | 12 | 27 | 2  | 1  | 93  | 190 | -97  | 7   |

### Poule 3
| Rang | Équipe                | J | V | N | D | Em | Ee | Bo | Bd | Pm  | Pe  | Diff | Pts |
| ---- | --------------------- | - | - | - | - | -- | -- | -- | -- | --- | --- | ---- | --- |
| 1    | Union Bordeaux Bègles | 6 | 5 | 1 | 0 | 28 | 6  | 4  | 0  | 221 | 72  | +149 | 26  |
| 2    | Édimbourg Rugby       | 6 | 4 | 1 | 1 | 16 | 9  | 3  | 0  | 140 | 85  | +55  | 21  |
| 3    | Wasps                 | 6 | 2 | 0 | 4 | 18 | 15 | 2  | 1  | 141 | 145 | -4   | 11  |
| 4    | SU Agen               | 6 | 0 | 0 | 6 | 6  | 36 | 0  | 0  | 57  | 257 | -200 | 0   |

### Poule 4
| Rang | Équipe               | J | V | N | D | Em | Ee | Bo | Bd | Pm  | Pe  | Diff | Pts |
| ---- | -------------------- | - | - | - | - | -- | -- | -- | -- | --- | --- | ---- | --- |
| 1    | Bristol Bears        | 6 | 5 | 1 | 0 | 27 | 6  | 4  | 0  | 209 | 58  | +151 | 26  |
| 2    | CA Brive             | 6 | 3 | 0 | 3 | 14 | 22 | 1  | 1  | 111 | 165 | -54  | 14  |
| 3    | Zebre                | 6 | 2 | 1 | 3 | 15 | 18 | 2  | 1  | 106 | 151 | -45  | 13  |
| 4    | Stade français Paris | 6 | 1 | 0 | 5 | 11 | 20 | 1  | 3  | 104 | 156 | -52  | 8   |

### Poule 5
| Rang | Équipe           | J | V | N | D | Em | Ee | Bo | Bd | Pm  | Pe  | Diff | Pts |
| ---- | ---------------- | - | - | - | - | -- | -- | -- | -- | --- | --- | ---- | --- |
| 1    | Leicester Tigers | 6 | 5 | 0 | 1 | 23 | 10 | 2  | 1  | 181 | 95  | +86  | 23  |
| 2    | Section paloise  | 6 | 4 | 0 | 2 | 29 | 23 | 3  | 0  | 208 | 170 | +38  | 19  |
| 3    | Cardiff Blues    | 6 | 3 | 0 | 3 | 30 | 13 | 4  | 2  | 216 | 119 | +97  | 18  |
| 4    | Rugby Calvisano  | 6 | 0 | 0 | 6 | 7  | 42 | 0  | 1  | 68  | 289 | -221 | 1   |

## Phase finale
Les cinq premières équipes ainsi que les trois meilleures deuxièmes sont qualifiées pour les quarts de finale. Elles sont classées dans l'ordre suivant pour obtenir le tableau des quarts de finale : les vainqueurs de poule sont classés de 1 à 5 en fonction du nombre de points de classement obtenus. Les équipes les mieux classées lors des phases de poules reçoivent en quart de finale et en demi-finale.
Les équipes sont départagées selon les critères suivants :
1. Plus grand nombre de points de classement ;
2. Meilleure différence de points ;
3. Plus grand nombre d'essais marqués ;
4. Plus faible nombre de joueurs suspendus/expulsés pour incident ;
5. Tirage au sort.

| Rang | Équipe                | Joués | Pts | Diff | EM |
| ---- | --------------------- | ----- | --- | ---- | -- |
| 1    | RC Toulon             | 6     | 28  | +90  | 25 |
| 2    | Bristol Bears         | 6     | 26  | +151 | 27 |
| 3    | Union Bordeaux Bègles | 6     | 26  | +149 | 28 |
| 4    | Leicester Tigers      | 6     | 23  | +86  | 23 |
| 5    | Castres olympique     | 6     | 23  | +56  | 22 |
| 6    | Édimbourg Rugby       | 6     | 21  | +55  | 16 |
| 7    | Dragons               | 6     | 20  | +68  | 24 |
| 8    | Scarlets              | 6     | 19  | +59  | 17 |
| 9    | Section paloise       | 6     | 19  | +38  | 29 |
| 10   | CA Brive              | 6     | 14  | -54  | 14 |

- Qualifié en tant que premier de poule.
- Qualifié en tant que meilleur deuxième de poule.

### Tableau final
|  | Quarts de finale                                     | Quarts de finale                                  |               |         | Demi-finales                             | Demi-finales                             |  |  | Finale                                                  | Finale                                                  |
|  | Quarts de finale                                     | Quarts de finale                                  |               |         | Demi-finales                             | Demi-finales                             |  |  | Finale                                                  | Finale                                                  |
|  |                                                      |                                                   |               |         |                                          |                                          |  |  |                                                         |                                                         |
|  | 19 septembre 2020 au Stade Mayol, Toulon             | 19 septembre 2020 au Stade Mayol, Toulon          |               |         | 26 septembre 2020 au Stade Mayol, Toulon | 26 septembre 2020 au Stade Mayol, Toulon |  |  | 16 octobre 2020 au Stade Maurice-David, Aix-en-Provence | 16 octobre 2020 au Stade Maurice-David, Aix-en-Provence |
|  | 19 septembre 2020 au Stade Mayol, Toulon             | 19 septembre 2020 au Stade Mayol, Toulon          |               |         | 26 septembre 2020 au Stade Mayol, Toulon | 26 septembre 2020 au Stade Mayol, Toulon |  |  | 16 octobre 2020 au Stade Maurice-David, Aix-en-Provence | 16 octobre 2020 au Stade Maurice-David, Aix-en-Provence |
|  | RC Toulon                                            | 11                                                |               |         | 26 septembre 2020 au Stade Mayol, Toulon | 26 septembre 2020 au Stade Mayol, Toulon |  |  | 16 octobre 2020 au Stade Maurice-David, Aix-en-Provence | 16 octobre 2020 au Stade Maurice-David, Aix-en-Provence |
|  | RC Toulon                                            | 11                                                |               |         | 26 septembre 2020 au Stade Mayol, Toulon | 26 septembre 2020 au Stade Mayol, Toulon |  |  | 16 octobre 2020 au Stade Maurice-David, Aix-en-Provence | 16 octobre 2020 au Stade Maurice-David, Aix-en-Provence |
|  | Scarlets                                             | 6                                                 |               |         | 26 septembre 2020 au Stade Mayol, Toulon | 26 septembre 2020 au Stade Mayol, Toulon |  |  | 16 octobre 2020 au Stade Maurice-David, Aix-en-Provence | 16 octobre 2020 au Stade Maurice-David, Aix-en-Provence |
|  | Scarlets                                             | 6                                                 | RC Toulon     | 34      |                                          |                                          |  |  | 16 octobre 2020 au Stade Maurice-David, Aix-en-Provence | 16 octobre 2020 au Stade Maurice-David, Aix-en-Provence |
|  | 20 septembre 2020 au Welford Road Stadium, Leicester |                                                   | RC Toulon     | 34      |                                          |                                          |  |  | 16 octobre 2020 au Stade Maurice-David, Aix-en-Provence | 16 octobre 2020 au Stade Maurice-David, Aix-en-Provence |
|  |                                                      | Leicester Tigers                                  | 19            |         |                                          |                                          |  |  | 16 octobre 2020 au Stade Maurice-David, Aix-en-Provence | 16 octobre 2020 au Stade Maurice-David, Aix-en-Provence |
|  | Leicester Tigers                                     | Leicester Tigers                                  | 19            |         |                                          |                                          |  |  | 16 octobre 2020 au Stade Maurice-David, Aix-en-Provence | 16 octobre 2020 au Stade Maurice-David, Aix-en-Provence |
|  |                                                      |                                                   |               |         |                                          |                                          |  |  | 16 octobre 2020 au Stade Maurice-David, Aix-en-Provence | 16 octobre 2020 au Stade Maurice-David, Aix-en-Provence |
|  | Castres olympique                                    | Forfait                                           |               |         |                                          |                                          |  |  | 16 octobre 2020 au Stade Maurice-David, Aix-en-Provence | 16 octobre 2020 au Stade Maurice-David, Aix-en-Provence |
|  | Castres olympique                                    | Forfait                                           | RC Toulon     | 19      |                                          |                                          |  |  |                                                         |                                                         |
|  | 18 septembre 2020 au Ashton Gate Stadium, Bristol    |                                                   | RC Toulon     | 19      |                                          |                                          |  |  |                                                         |                                                         |
|  |                                                      | Bristol Bears                                     | 32            |         |                                          |                                          |  |  |                                                         |                                                         |
|  | Bristol Bears                                        | Bristol Bears                                     | 32            | 56      |                                          |                                          |  |  |                                                         |                                                         |
|  | Bristol Bears                                        | 25 septembre 2020 au Ashton Gate Stadium, Bristol |               | 56      |                                          |                                          |  |  |                                                         |                                                         |
|  | Dragons                                              | 17                                                |               |         |                                          |                                          |  |  |                                                         |                                                         |
|  | Dragons                                              | 17                                                | Bristol Bears | 37a. p. |                                          |                                          |  |  |                                                         |                                                         |
|  | 19 septembre 2020 au Stade Chaban-Delmas, Bordeaux   |                                                   | Bristol Bears | 37a. p. |                                          |                                          |  |  |                                                         |                                                         |
|  |                                                      | Union Bordeaux Bègles                             | 20            |         |                                          |                                          |  |  |                                                         |                                                         |
|  | Union Bordeaux Bègles                                | Union Bordeaux Bègles                             | 20            | 23      |                                          |                                          |  |  |                                                         |                                                         |
|  | Union Bordeaux Bègles                                |                                                   |               | 23      |                                          |                                          |  |  |                                                         |                                                         |
|  | Édimbourg Rugby                                      | 14                                                |               |         |                                          |                                          |  |  |                                                         |                                                         |
|  | Édimbourg Rugby                                      | 14                                                |               |         |                                          |                                          |  |  |                                                         |                                                         |

### Quarts de finale
Initialement prévus les 3, 4 et 5 avril 2020, les quarts de finale sont reportés aux 18, 19 et 20 septembre 2020 en raison de la pandémie de Covid-19.
L'EPCR annonce dans un communiqué que des joueurs ainsi que des membres du staff du Castres olympique ayant été testés positifs à la Covid-19, la rencontre entre Leicester Tigers et le Castres olympique est annulée. Le Castres olympique est alors déclaré forfait pour le match, qualifiant directement Leicester Tigers en demi-finales,.
| Quart de finale 19 septembre 2020 21 H 00 | RC Toulon | 11 - 6 (0 - 6) | Scarlets | Stade Mayol, Toulon 5 000 spectateurs Arbitre : Andrew Brace |
| Quart de finale 19 septembre 2020 21 H 00 |           |                |          | Stade Mayol, Toulon 5 000 spectateurs Arbitre : Andrew Brace |
| Quart de finale 19 septembre 2020 21 H 00 |           |                |          | Stade Mayol, Toulon 5 000 spectateurs Arbitre : Andrew Brace |

| Quart de finale 20 septembre 2020 16 H 00 | Leicester Tigers | Annulé | Castres olympique | Welford Road Stadium, Leicester |
| Quart de finale 20 septembre 2020 16 H 00 |                  |        |                   | Welford Road Stadium, Leicester |
| Quart de finale 20 septembre 2020 16 H 00 |                  |        |                   | Welford Road Stadium, Leicester |

| Quart de finale 19 septembre 2020 13 H 30 | Union Bordeaux Bègles | 23 - 14 (14 - 3) | Édimbourg Rugby | Stade Chaban-Delmas, Bordeaux 1 000 spectateurs Arbitre : Frank Murphy |
| Quart de finale 19 septembre 2020 13 H 30 |                       |                  |                 | Stade Chaban-Delmas, Bordeaux 1 000 spectateurs Arbitre : Frank Murphy |
| Quart de finale 19 septembre 2020 13 H 30 |                       |                  |                 | Stade Chaban-Delmas, Bordeaux 1 000 spectateurs Arbitre : Frank Murphy |

| Quart de finale 18 septembre 2020 20 H 45 | Bristol Bears | 56 - 17 (24 - 10) | Dragons | Ashton Gate Stadium, Bristol Arbitre : Mathieu Raynal |
| Quart de finale 18 septembre 2020 20 H 45 |               |                   |         | Ashton Gate Stadium, Bristol Arbitre : Mathieu Raynal |
| Quart de finale 18 septembre 2020 20 H 45 |               |                   |         | Ashton Gate Stadium, Bristol Arbitre : Mathieu Raynal |

### Demi-finales
Les demi-finales, initialement prévues le week-end du 1er au 3 mai 2020, sont repoussées aux 25 et 26 septembre 2020. Elles se jouent en un match devant un public limité en raison de la pandémie de Covid-19.
| Demi-finale 25 septembre 2020 20 h 45 | Bristol Bears | 37 - 20 a. p. (7 - 13, 20 - 20, 34 - 20) | Union Bordeaux Bègles | Ashton Gate Stadium, Bristol Arbitre : Frank Murphy |
| Demi-finale 25 septembre 2020 20 h 45 |               |                                          |                       | Ashton Gate Stadium, Bristol Arbitre : Frank Murphy |
| Demi-finale 25 septembre 2020 20 h 45 |               |                                          |                       | Ashton Gate Stadium, Bristol Arbitre : Frank Murphy |

| Demi-finale 26 septembre 2020 21 h 0 | RC Toulon | 34 - 19 (20 - 11) | Leicester Tigers | Stade Mayol, Toulon 4 800 spectateurs Arbitre : Mike Adamson |
| Demi-finale 26 septembre 2020 21 h 0 |           |                   |                  | Stade Mayol, Toulon 4 800 spectateurs Arbitre : Mike Adamson |
| Demi-finale 26 septembre 2020 21 h 0 |           |                   |                  | Stade Mayol, Toulon 4 800 spectateurs Arbitre : Mike Adamson |

### Finale
La finale, initialement prévue le 22 mai 2020 au Stade Vélodrome de Marseille, est repoussée par un Comité Directeur de l'EPCR le 23 mars 2020 à une date ultérieure en raison de la propagation de la pandémie de Covid-19 en Europe. Elle se tient finalement le 17 octobre 2020 au Stade Maurice-David, à Aix-en-Provence, en France, devant 1000 spectateurs.
| Finale 16 octobre 2020 21 h | RC Toulon                                                                                                  | 19 - 32 (16 - 10) | Bristol Bears | Stade Maurice-David, Aix-en-Provence 1 000 spectateurs Arbitre : Andrew Brace |
| Finale 16 octobre 2020 21 h | Essai(s) : 1 Heem (11e) Transformation(s) : 1 Carbonel (12e) Pénalité(s) : 4 Carbonel (21e, 37e, 40e, 53e) |                   | Essai(s) : 2 Randall (1re), Malins (60e) Transformation(s) : 2 Sheedy (2e, 60e) Pénalité(s) : 6 Sheedy (4e, 48e, 56e, 59e, 75e, 79e) | Stade Maurice-David, Aix-en-Provence 1 000 spectateurs Arbitre : Andrew Brace |
| Finale 16 octobre 2020 21 h | |                   | | Stade Maurice-David, Aix-en-Provence 1 000 spectateurs Arbitre : Andrew Brace |

## Statistiques

### Meilleurs réalisateurs
| Rang | Joueur            | Club                  | Essais | Transf. | Pén. | Drops | Points |
| ---- | ----------------- | --------------------- | ------ | ------- | ---- | ----- | ------ |
| 1    | Callum Sheedy     | Bristol Bears         | 0      | 26      | 16   | 0     | 100    |
| 2    | Matthieu Jalibert | Union Bordeaux Bègles | 2      | 17      | 13   | 0     | 83     |
| 3    | Sam Davies        | Dragons               | 0      | 17      | 11   | 0     | 67     |
| -    | Jamie Shillcock   | Worcester Warriors    | 5      | 18      | 2    | 0     | 67     |
| 5    | Leigh Halfpenny   | Scarlets              | 1      | 10      | 9    | 0     | 52     |

### Meilleurs marqueurs
| Rang | Joueur              | Club               | Essais |
| ---- | ------------------- | ------------------ | ------ |
| 1    | Jamie Shillcock     | Worcester Warriors | 5      |
| 2    | Max Malins          | Bristol Bears      | 4      |
| -    | Piers O'Conor       | Bristol Bears      | 4      |
| -    | Will Capon          | Bristol Bears      | 4      |
| -    | Vasil Lobzhanidze   | CA Brive           | 4      |
| -    | Josh Adams          | Cardiff Blues      | 4      |
| -    | Owen Lane           | Cardiff Blues      | 4      |
| -    | Duhan Van Der Merwe | Édimbourg Rugby    | 4      |
| -    | Darcy Graham        | Édimbourg Rugby    | 4      |
| -    | Jonah Holmes        | Leicester Tigers   | 4      |
| -    | Albert Tuisue       | London Irish       | 4      |
| -    | Vincent Pinto       | Section paloise    | 4      |
| -    | Ollie Lawrence      | Worcester Warriors | 4      |